# Felipe Roque (voleibolista)
 Felipe Moreira Roque (Juiz de Fora, 19 de maio de 1997) é um voleibolista indoor brasileiro, atuante na posição de Oposto, canhoto com marca de alcance de 362 cm no ataque e 347 cm no bloqueio e representando a Seleção Brasileira disputou o Campeonato Mundial Infanto-Juvenil de 2015 na Argentina e neste mesmo país alcançou a medalha de prata no Campeonato Sul-Americano Juvenil de 2016 e sagrou-se campeão da Copa Pan-Americana Juvenil de 2017 no Canadá e semifinalista na edição do Campeonato Mundial Juvenil de 2017 na República Tcheca.

## Carreira
Na adolescência praticava Vale-tudo e no Clube Bom Pastor começou a jogar voleibol despretensiosamente, depois ingressou nas categorias de base deste clube, sempre apoiado pelos seus pais Beatriz Moreira e Edson José Roque, depois integrou as categorias de base do UFJF/Bom Pastor  e representando a categoria mirim conquistou o quarto lugar na Copa Adolfo Guilherme de 2012.
No ano de 2013 representou o UFJF/Bom Pastor na edição da Copa Adolfo Guilherme e foi vice-campeão da Copa Minas de 2013 e conquistou o título dos Jogos de Minas de 2013 sediado em Varginha.
Em 2014 atuando pelo UFJF/Bom Pastor conquistou o vice-campeonato da I Copa Cidade Maravilhosa de Voleibol e alcançou o bicampeonato nos Jogos de Minas de 2014.
Esteve atuando pelo UFJF/Bom Pastor, este representou a cidade de Juiz de Fora na edição dos Jogos de Minas de 2014. Integrando o elenco adulto do UFJF alcançou o bronze no Campeonato Mineiro de 2014 e o quinto lugar na edição do Campeonato Mineiro de 2015.
Em 2015 foi convocado para a Seleção Mineira para disputar o Campeonato Brasileiro de Seleções Estaduais, primeira divisão, na categoria juvenil (Sub-20), sendo realizado em Saquarema e conquistou a medalha de bronze.Também em 2015 foi convocado para Seleção Brasileira em amistosos preparatórios.
para representar o elenco infanto-juvenil na disputa do Campeonato Mundial desta categoria, sediado nas cidades argentinas de Corrientes e Resistência, vestindo a camisa34 e sob o comando do técnico Percy Oncken, e na ocasião finalizou na sexta posição.
Representou a Seleção Mineira em 2016 na edição do Campeonato Brasileiro de Seleções disputado em Saquarema.
Recebeu nova convocação para Seleção Brasileira, desta vez para disputar o Campeonato Sul-Americano Juvenil de 2016 em Bariloche, Argentina, ocasião que conquistou a medalha de prata.
A partir de 2016 foi contratado pelo Minas TC e nas categorias de base conquistou o título do Campeonato Mineiro Juvenil e vice-campeão adulto.
Com apenas 19 anos e 2,08m de altura, atuou pela primeira vez no time principal do Minas TC na última rodada do primeiro turno da Superliga Brasileira A 2016-17 foi lançado como titular pela saída de rede pelo técnico Nery Tambeiro Jr., e neste jogo marcou 11 pontos e recebeu o Troféu Viva Vôlei como destaque da partida e participa da desta edição deste então.
Em 2017 foi convocado para Seleção Brasileira, categoria juvenil, em preparação para a disputa da edição da Copa Pan-Americana Juvenil sediada em Fort McMurray no Canadá e sagrou-se campeão; também pela seleção juvenil disputou a edição do Campeonato Mundial Juvenil de 2017, sediado nas cidades de Brno e České Budějovice, República Tcheca, alcançando o quarto lugar.
Na temporada 2017-18 permanece no elenco profissional do Minas Tênis Clube e foi inscrito na edição da Superliga Brasileira A 2017-18.
Em 2019, foi convocado pela seleção brasileira principal, conquistando medalha de ouro no Sul-Americano, na Copa do Mundo e medalha de bronze nos jogos Pan-Americanos de Lima.
Na temporada 2020/2021, tornou-se campeão da superliga defendendo o time de Funvic/Taubaté.
Em 2022 conquistou a medalha de bronze ao derrotar a seleção eslovena por 3 sets a 1 no Campeonato Mundial.

## Títulos e resultados

### Pela Seleção Brasileira
- Campeão da Copa do Mundo de Vôlei 2019[31]
- Campeão do Sul-Americano de Vôlei 2019[30]
- 3º lugar nos Jogos Pan-Americanos 2019[32]
- Campeonato Brasileiro de Seleções Juvenil (Primeira Divisão):2015[14]
- Campeonato Mundial Juvenil:2017[26]

### Pelo Funvic/Taubaté
- Campeão da superliga 2020/2021[33]
- Campeão do Supervôlei 2020[35]
- Campeão da Supercopa [36]
- Vice-campeão do Campeonato Paulista 2020[35]
- Vice-campeão da Copa Brasil 2021[37]

### Pelo Minas/Tênis Clube
- Campeonato Mineiro Juvenil:2016[7]
- Jogos de Minas:2013[7] e 2014[7]
- Campeonato Mineiro:2016[7]
- Copa Minas[4]
- Copa Cidade Maravilhosa de Voleibol Infanto-Juvenil:2014[9]
- Campeonato Mineiro de Voleibol:2014[12]
- Copa Adolfo Guilherme Mirim:2012[2]

## Premiações individuais
[carece de fontes?]